# Highs & Lows
Highs & Lows è un singolo della cantante britannica Emeli Sandé, il terzo estratto dal secondo album in studio Long Live the Angels e pubblicato il 17 marzo 2017.

## Video musicale
Il videoclip del brano è stato pubblicato il 31 gennaio 2017, attraverso il canale Vevo della cantante.

## Tracce
1. Highs & Lows – 3:14 (Adele Emely Sandé, Tom Barnes, Peter Kelleher, Ben Kohn, Wayne Hector)